# Jan van Bijlert

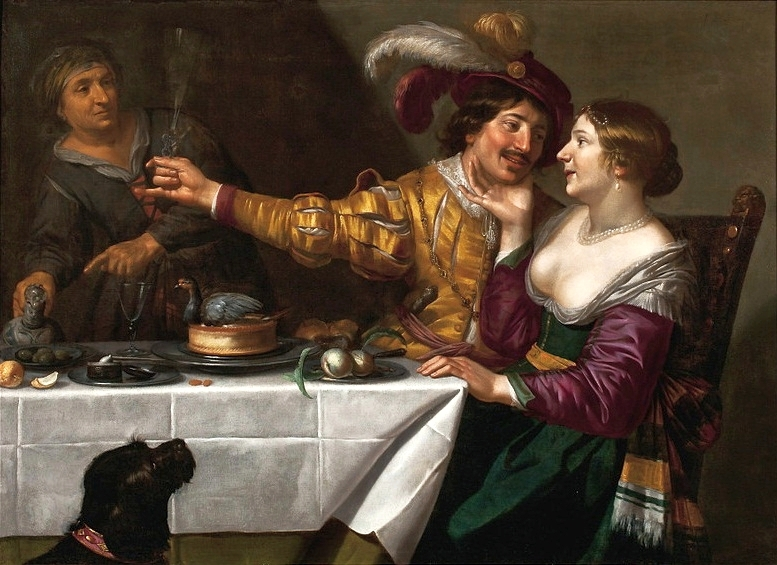
U rajfurki, Muzeum Narodowe w Warszawie

Jan van Bijlert lub Bylert (ur. 1597 w Utrechcie, zm. w 1671 tamże) – holenderski malarz okresu baroku, caravaggionista utrechcki.

## Życiorys
Był uczniem u swojego ojca, witrażysty Hermana oraz u manierysty Abrahama Bloemaerta. Ok. 1617 wyjechał przez Francję do Włoch. W 1621 mieszkał w Rzymie. Ok. 1624 powrócił do Utrechtu, gdzie w 1626 został mistrzem gildii malarzy utrechckich. W latach 1632–1635 był jego dziekanem. W 1630 przeszedł na kalwinizm. Piastował wiele ważnych urzędów w mieście. Prowadził duży warsztat malarski.
Malował historie biblijne i mitologiczne oraz sceny rodzajowe w stylu utrechckich caravaggionistów.
W Muzeum Narodowym w Warszawie znajduje się obraz U rajfurki (M.Ob.1642).

## Dzieła
- Adam i Ewa (II poł. XVII w.) – Kraków, Zamek Królewski na Wawelu,
- Cesarz Henryk IV (1641) – Utrecht, Centraal Museum,
- Heraklit i Demokryt (1640-50) – Utrecht, Centraal Museum,
- Kobieta z okularami (1671) – Sibiu, National Brukenthal Museum,
- Lutnista (1640) – Amsterdam, Rijksmuseum,
- Madonna z Dzieciątkiem (ok. 1635) – Brumszwik, Herzog Anton Ulrich-Museum,
- Madonna z Dzieciątkiem i św. Janem – Sibiu, National Brukenthal Museum,
- Młodzieniec grający na lutni (ok. 1625) – Madryt, Muzeum Thyssen-Bornemisza,
- Parys i Eneasz (1650) – Utrecht, Centraal Museum,
- Pokłon Trzech Króli (1640-50) – Utrecht, Centraal Museum,
- Portret grupowy (ok. 1660) – Londyn, National Gallery,
- Portret kobiety (1650) – Utrecht, Centraal Museum,
- Św. Jan Ewangelista (1625-30) – Utrecht, Centraal Museum,
- Vanitas (1640-50) – Utrecht, Centraal Museum,
- U kuplerki – ok. 1625-1630, 115,5 × 159, Muzeum Narodowe we Wrocławiu.